# سولار (مغنية)
كيم يونغ سون (21 فبراير 1991 -)، معروفة باسم سولار، هي مغنية كورية جنوبية وقائدة فرقة الفتيات مامامو، احتلت سولار المرتبة 36 على قائمة تي سي كاندلر "أجمل 100 وجه لعام 2018"."و المرتبة 76 لعام 2020
ظهرت سولار لأول مره كمنفردة سنة 2020 أبريل23 بأغنية "spit it out".تمتلك قناة خاصه على اليوتيوب والتي تم إفتتاحها في يناير 2019 ولديها أكثر من 2 مليون متابع + أكثر من 160 مليون مشاهدة.

## حياتها
ولدت كيم يونغ سون في جانجسيو غو، سيول، كوريا الجنوبية، وتخرجت من جامعة هانيانغ النسائية.

## المسيرة الفنية
ظهرت لأول مرة رسميًا في 18 يونيو 2014 كعضوة في مامامو، مع الأغنية الفردية "Mr. Ambiguous"، تحت وكالة RBW، حيث اعتبر بعض النقاد ظهورها لأول مرة كأحد أفضل أول ظهور في الكي-بوب لعام 2014، تعتبر سولار القائدة وفوكال غنائي للفرقة.في 16 فبراير، افتتحت سولار قناة على اليوتيوب بعنوان سولاريسيدو! سنة 2019 حيث تحدثت في أول فيديو عن هدفها من خلال القناة وأنها تريد «رسم الابتسامة في وجوه المشاهدين» من خلال نشر فيديوهات لها في اليوتيوب.
وفي عام 2020 أبريل 23 ترسمت كمنفردة مع أغنية "spit it out"، وبعد خمس أيام فقط من ترسيمها فازت بأول فوز لها كمنفردة على برنامج الموسيقي the shom ، وبذلك حطمت رقم قياسي جديد لأسرع منفردة تحقيق للفوز الأول.
وفي عام 2021 عندما إنتهى مدة عقدها أعلنت الشركة ان سولار قامت بتجديد عقدها رسمياً مع الشركة.

## الألبومات

### اللبومات كاملة
| المبيعات | مراكز ترسيم البياني | العام | عنوان         |
| المبيعات | KOR                 | العام | عنوان         |
| N/A      | -                   | 2018  | Solar Emotion |
| -------- | ------------------- | ----- | ------------- |

### اللبومات مصغره
| المبيعات     | مراكز ترسيم البياني | العام | عنوان       |
| المبيعات     | KOR                 | العام | عنوان       |
| KOR : 84,568 | 2                   | 2020  | Spit it out |
| ------------ | ------------------- | ----- | ----------- |

## الأغاني

### الأغاني رئيسية
| الألبوم     | مراكز ترسيم البياني | مراكز ترسيم البياني | مراكز ترسيم البياني | العام | عنوان       |
| الألبوم     | US WORLD            | KOR HOT             | KOR                 | العام | عنوان       |
| Spit it out | 6                   | 37                  | 71                  | 2020  | Spit it out |
| ----------- | ------------------- | ------------------- | ------------------- | ----- | ----------- |

### الأغاني الجانبية
| الألبوم              | المبيعات      | مراكز ترسيم البيانيالبياني | العام | عنوان             |
| الألبوم              | المبيعات      | KOR                        | العام | عنوان             |
| Solar Emotion Part.6 | KOR : 68,433+ | 43                         | 2015  | Lived Likea Fool  |
| Solar Emotion Part.6 | KOR : 56,223+ | 69                         | 2015  | Mly Longing Grows |
| Solar Emotion Part.6 | KOR : 29,325+ | 72                         | 2016  | In My Dreams      |
| Solar Emotion Part.6 | KOR : 33,808  | 49                         | 2017  | Aappy People      |
| Solar Emotion Part.6 | N/A           | -                          | 2017  | Autumu Letter     |
| Solar Emotion Part.6 | KOR : 19,518+ | -                          | 2017  | Alone People      |
| Solar Emotion Part.6 | N/A           | -                          | 2018  | Nada Sou Sou      |
| -------------------- | ------------- | -------------------------- | ----- | ----------------- |

### مشتركة
| الألبوم                | المبيعات      | مراكز ترسيم البيانيالبياني | العام | مشتركة مع                  | عنوان                |
| الألبوم                | المبيعات      | KOR                        | العام | مشتركة مع                  | عنوان                |
| Dokkum Project Part.4  | KOR : 65,551+ | 53                         | 2015  | Eddy Kim                   | Coffee&Tea           |
| Memory                 | KOR : 80,597+ | 26                         | 2016  | Wheein من مامامو           | Angel                |
| Fall In,Gril Volume.2  | KOR : 44,110+ | 48                         | 2016  | Hwang Chi-geul             | Mellow               |
| ليست مندرجة ضمن اللبوم | KOR : 66,910+ | 38                         | 2017  | Huni و Luna                | Homey Bee            |
| ليست مندرجة ضمن اللبوم | N/A           | -                          | 2017  | Heechul , Shindong, Enhyuk | Charm Of Life        |
| ليست مندرجة ضمن اللبوم | N/A           | 58                         | 2020  | Kassy                      | A Sony From The Past |
| ---------------------- | ------------- | -------------------------- | ----- | -------------------------- | -------------------- |

### تعاون
| اللبوم         | المبيعات      | مراكز ترسيم البيانيالبياني | العام | عنوان                            |
| اللبوم         | المبيعات      | KOR                        | العام | عنوان                            |
| ليست ضمن ألبوم | KOR : 23,629+ | -                          | 2016  | Love Again (Yang da-il ft.solar) |
| Cloudy         | N/A           | -                          | 2017  | Cloudy (Kiggen ft.solar)         |
| ليست ضمن ألبوم | N/A           | -                          | 2018  | Lie Ya (Gosmic gril ft.solar)    |
| Nirvana II     | N/A           | -                          | 2019  | Leopard (Ravi ft.solar)          |
| -------------- | ------------- | -------------------------- | ----- | -------------------------------- |

### أوست (ost)
| إسم الدراما        | المبيعات      | مراكز ترسيم البياني | العام | عنوان                 |
| إسم الدراما        | المبيعات      | KOR                 | العام | عنوان                 |
| العشرينات مرة أخرى | KOR : 44,756+ | 68                  | 2015  | Star (مع kim Min Jae) |
| Run on (تشغيل)     | N/ A          | -                   | 2020  | Blue Bird             |
| Vincenzo           | N/ A          | -                   | 2021  | Adrenalin             |
| ------------------ | ------------- | ------------------- | ----- | --------------------- |

### الأغاني الأخرى
| الألبوم                   | المبيعات      | مراكز ترسيم البياني | العام | عنوان                        |
| الألبوم                   | المبيعات      | KOR                 | العام | عنوان                        |
| Two Yoo Project Sugar Man | KOR : 33,185+ | 54                  | 2015  | Like Yesterday (مع moonbyul) |
| Blue;s                    | N/A           | -                   | 2018  | Hello (سولو سولار)           |
| ------------------------- | ------------- | ------------------- | ----- | ---------------------------- |

### فديو موسيقي MV
| مخرج                                               | إسم الاغنية           | العام |
| مجهول                                              | Lived Likea Fool      | 2015  |
| مجهول                                              | I Miss You So Much    | 2015  |
| مجهول                                              | In My Dream           | 2016  |
| Zanybos                                            | Angel (مع هويين)      | 2016  |
| - نايونغمي - كانغ سويونغ - تشوي ييسول - بارك كيوها | Happy people          | 2017  |
| - نايونغمي - كانغ سويونغ - تشوي ييسول - بارك كيوها | Alone People          | 2017  |
| - نايونغمي - كانغ سويونغ - تشوي ييسول - بارك كيوها | Autumn Letter         | 2017  |
| - نايونغمي - كانغ سويونغ - تشوي ييسول - بارك كيوها | Where The Wind reses  | 2018  |
| - نايونغمي - كانغ سويونغ - تشوي ييسول - بارك كيوها | Nada Sou Sou          | 2018  |
| - نايونغمي - كانغ سويونغ - تشوي ييسول - بارك كيوها | It's Been A Long Time | 2018  |
| Zanybos                                            | Spit it out           | 2020  |
| -------------------------------------------------- | --------------------- | ----- |

## حفلات موسيقية

### 《Emotion tion concert Blossom》2018
| المكان       | البلد          | المدينة | العام    |
| جامعة أيوا   | كوريا الجنوبية | سول     | 27 أبريل |
| جامعة أيوا   | كوريا الجنوبية | سول     | 29 أبريل |
| مسرح سوهيانغ | كوريا الجنوبية | بوسان   | 16 يونيو |
| مسرح سوهيانغ | كوريا الجنوبية | بوسان   | 17 يونيو |
| ------------ | -------------- | ------- | -------- |

## فيلموغرافيا

### مسلسلات تلفزيونية
| مصدر   | الدور                   | إسم الدراما | قناة العرض  | العام |
| [ 11 ] | جونغ سو إن (حلقة 2 , 5) | قطة خيالية  | MBC Every 1 | 2015  |
| [ 12 ] | نفسها (حلقة 1)          | Entourage   | tvN         | 2016  |
| ------ | ----------------------- | ----------- | ----------- | ----- |

### برامج تلفزيونية
| ملاحظات                                                                         | دورها   | إسم البرنامج            | قناة العرض | العام |
| الحلقة 185 مع مونبيول                                                           | نفسها   | مرحبا أيها المستشار     | KBS2       | 2014  |
| حلقة خاصة مع مونبيول                                                            | متسابقة | Tray relay sang         | KBS2       | 2014  |
| الحلقة 214 مع عضوات مامامو                                                      | متسابقة | الاغاني الخالدة         | KBS2       | 2015  |
| الحلقة 2 مع عضوات مامامو                                                        | نفسها   | Yaman TV                | Ment       | 2015  |
| حلقة خاصة مع عضوات مامامو                                                       | نفسها   | Show music care         | MBC        | 2015  |
| الحلقة 21-22 بلقب "عباد الشمس بقلب واحد"                                        | متسابقة | ملك قناع الغناء         | MBC        | 2015  |
| الحلقة 47 مع هويين                                                              | متسابقة | حلم التمثال، لكن لا بأس | MBC        | 2016  |
| الحلقات 1 و 21 و23-24                                                           | متسابقة | مهرجان الاغاني الثنائية | MBC        | 2016  |
| الحلقة 316-348 مع إيرك نام                                                      | نفسها   | لقد تزوجنا              | MBC        | 2016  |
| الحلقه 510                                                                      | نفسها   | 1VS100                  | KBS2       | 2018  |
| الحلقة 1                                                                        | متسابقة | غير متوقع Q             | MBC        | 2018  |
| الحلقة 90 مع هواسا                                                              | نفسها   | تناول وجبة              | JTBC       | 2018  |
| الحلقة 514 مع جيسي، سومي، ولي يونغ جي                                           | متسابقة | الرجل الجاري            | SBS        | 2020  |
| عضوه رسميه في البرنامج بجانب بارك سو دام، بارك ناراي، هن يونغ مي، سون نا إيوان. | نفسها   | غامسونغ لتخيم           | JTBC       | 2020  |
| عرض حياتها كقائدة فرقة مامامو (من 81 إلى 85 حلقه)                               | نفسها   | الرئيس في المرآة        | KBS2       | 2020  |
| ------------------------------------------------------------------------------- | ------- | ----------------------- | ---------- | ----- |

### مضيفه
| ملاحظات                                                   | إسم الحفل                         | قناة العرض | العام |
| مع ليتوك عضو سوبر جونيور                                  | حفل جوائز الموسيقى مخطط غاون 2016 | Mnet       | 2017  |
| مع مينغيو عضو سفنتين ، ييرين عضوة جينفريند ، وكانغ دانيال | حفل KBS Gayo Daechukje            | KBS        | 2017  |
| --------------------------------------------------------- | --------------------------------- | ---------- | ----- |

## أعمال خيرية

### المؤسسات والمنظمات التي تم تبرع لها
- منظمة حقوق المرأة
- مؤسسة سرطان الدم في الطفولة
- مؤسسة عائلة الأطفال ذوي الدخل المنخفض
- منظمة حماية الطفولة

### الحملات التي تم دعموها وتبرع لها
- حملة المساوات بين الجنسين
- حملة لا لتميز
- حملة محاربة الفساد
- حملة حقوق المجتمع LGBTQ
- حملة اليوم العالمي لحظر ختان المرأة

## الإنجازات
1. Solar أسرع مغنية منفردة حاصلة على فوزها الأول.
2. Solar ثاني أكثر أنثى مبيعا لعام 2020.
3. Solar حاصلة على المركز 24 لاجمل وجه في العالم لعام 2019.
4. Solar أكثر ايدولز فتاة اشتراك على اليوتيوب لعام 2019.
5. Solar ثاني أفضل قائدة فرقة الفتيات إختياراً في الكيبوب.
6. Solar تم إختيارها من أفضل 10 أصوات في العالم.
7. Solar من أسرع فنانين كيبوب وصولاً إلى مليون متابع على انستقرام.
8. Solar إحتلت المرتبة الثانية لأفضل صوت في الكيبوب وكوريا الجنوبية.
9. Solar أول فنانه أنثى في آسيا تحصل على لقب الإمراءة القوية رسمياً.
10. Solar حاصلة على لقب أفضل ثنائي مع المغني إريك نام لعام 2016.
11. Solar من 10 أوائل الإناث المحبوبات عام 2019 على قائمة LGBTQ.
12. Solar أكثر ايدولز فتاة اشتراك على اليوتيوب لعام 2020.
13. Solar أول أيدولز فتاة تتجاوز قناتها الخاصة حاجز 2 مليون مشترك.
14. Solar أول فنانة أنثى يحتل ألبوم ترسيمها المركز 5 على المخططات الألبومات العالمية.

## جوائز وترشحات
| النتيجة | المرشح/العمل | الفئة                                | العام | إسم الحفل         |
| خسارة   | لقد تزوجنا   | جائزة أنثى صاعده في البرامج المتنوعه | 2016  | MBC Entertainment |
| فوز     | لقد تزوجنا   | أفضل ثنائي (مع إيرك نام)             | 2016  | MBC Entertainment |
| ------- | ------------ | ------------------------------------ | ----- | ----------------- |

## الأول على برامج الموسيقى
| الجوائز (فوز 1 في المجموع)                | العام |
| (1)《Spit It Out》 ▪28 أبريل على the Show | 2020  |
| ----------------------------------------- | ----- |

## وصلات خارجية
- سولار على موقع IMDb (الإنجليزية)
- سولار على موقع ميوزك برينز (الإنجليزية)
- سولار على موقع ديسكوغز (الإنجليزية)
- سولار على موقع قاعدة بيانات الفيلم (الإنجليزية)